# Blake Mott
Blake Mott (nacido el 21 de abril de 1996) es un tenista profesional de Australia, nacido en la ciudad de Caringbah.

## Carrera
Su mejor ranking individual es el N.º 335 alcanzado el 7 de marzo de 2016, mientras que en dobles logró la posición 1000 el 29 de abril de 2013.
No ha logrado hasta el momento títulos de la categoría ATP ni de la ATP Challenger Tour.
Al 28 de julio de 2024 se encuentra en la posición 348 del Ranking ATP.
El 17 de octubre de 2023 ganó el Future Australia F8 ganándole en la final a Blake Ellos 6-4 y 6-1.
El 24 de septiembre de 2023 Ganó el M25 Darwin09 a Jake Delant por 6-2 2-6 y 6-3.